# トルコグランプリ (ロードレース)

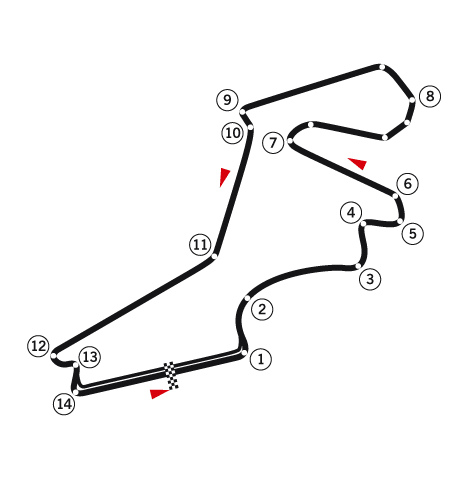
イスタンブール・パーク

トルコグランプリ（トルコGP、Turkish Grand Prix ）は、2005年から2007年までロードレース世界選手権の一戦としてトルコのイスタンブール・パークにて開催されたオートバイレースのイベントである。

## 歴代優勝者
| 年   | サーキット     | 125cc                | 250cc                        | MotoGP               | 結果 |
| ---- | -------------- | -------------------- | ---------------------------- | -------------------- | ---- |
| 2005 | イスタンブール | マイク・ディ・メリオ | ケーシー・ストーナー         | マルコ・メランドリ   | 詳細 |
| 2006 | イスタンブール | エクトル・ファウベル | 青山博一                     | マルコ・メランドリ   | 詳細 |
| 2007 | イスタンブール | シモーネ・コルシ     | アンドレア・ドヴィツィオーゾ | ケーシー・ストーナー | 詳細 |